# My Way (Frank Sinatra-album)
A My Way című stúdióalbum Frank Sinatra amerikai énekes és színész 1969 márciusában megjelent lemeze. Az első szólólemeze az 1969-es évben.
A dalokat a – My Way kivételével – 1969 februárjának végén vették lemezre. A zenekart Don Costa vezényelte. Említést érdemel a Didn't We, a Beatles-szám (Yesterday), All My Tomorrows (A Lyuk a fejben című, 1958-as filmjének címdala), és különösen a My Way, ami 1969-1971 között az angol BBC listáján 122 hétig tartotta magát, valamint a For Once In My Life és a Mrs. Robinson is.
A My Way újrakiadása 2009. május 5-én jelent meg a Concord Records kiadásában, az első kiadás megjelenésének 40. évfordulóján.

## A dal eredete
Az eredeti dalt Comme d'habitude címen Claude François, Gilles Thibaut és Jacques Revaux szerezte 1967-ben. Az angol átiratát először David Bowie készítette el, de soha nem adták ki ezzel a szöveggel. Paul Anka szövege került kiadásra 1969-ben, amikor barátjával, Frank Sinatrával vacsorázott néhány maffia tag társaságában, Sinatra pedig bejelentette, hogy kiszáll a maffiából. Ekkor írta a szöveget Sinatrának, hogy a maffia tekintetében elterelődjön róla a média figyelme.

## Album számai
1. Watch What Happens (a Cherbourgi esernyők-ből, Norman Gimbel / Michel Legrand) 2:17
2. Didn't We (Jimmy Webb) 2:55
3. Hallelujah, I Love Her So (Ray Charles) 2:47
4. Yesterday (Lennon/McCartney) 3:56
5. All My Tomorrows (From the United Artists Picture A Hole In The Head) 4:35
6. May Way (Anka/François/Revaux/Thibault) 4:35
7. A Day In The Life Of A Fool (Manha de Carnaval, Miller/Murden/Maria) 3:00
8. For Once In My Life (Miller/Murden) 2:50
9. If You Go Away (Brel/McKuen) 3:30
10. Mrs. Robinson (Paul Simon) 2:55